# ね
ね або ネ (/ne/; МФА: [ne] • [ne̞]; укр. не) — склад в японській мові, один зі знаків японської силабічної абетки кана. Становить 1 мору. Розміщується у комірці 4-го рядка 5-го стовпчика таблиці ґодзюон.

## Короткі відомості

### Опис
Фонема сучасної японської мови. Складається з одного ясенного приголосного звука та одного неогубленого голосного переднього ряду високо-середнього піднесення /e/ (え).
| Ясенний носовий: |  | /n/ → | ね | [ne] |  |

### Порядок
Місце у системах порядку запису кани:
- Порядок ґодзюону: 24.
- Порядок іроха: 20. Між つ і な.

### Абетки
- Хіраґана: ね

Походить від скорописного написання ієрогліфа 禰 (не, святий образ).
- Катакана: ネ

Походить від скорописного написання лівої складової ієрогліфа 禰 (не, святий образ).
- Манйоґана: 禰 • 尼 • 泥 • 年 • 根 • 宿

### Транслітерації
- Кирилиця:
Система Поліванова: НЕ (не).
Альтернативні системи: НЕ (не).
- Латинка
Система Хепберна: NE (ne).
Японська система: NE (ne).
JIS X 4063: ne
Айнська система: NE (ne).

### Інші системи передачі
- Шрифт Брайля:
| ●● ●－ |
- Радіоабетка: НЕдзумі но НЕ (ねずみのネ; «не» миші)
- Абетка Морзе: －－・－